# Gunung Babahrot
Gunung Babahrot är ett berg i Indonesien.   Det ligger i provinsen Aceh, i den västra delen av landet, 1 600 km nordväst om huvudstaden Jakarta. Toppen på Gunung Babahrot är 117 meter över havet.
Terrängen runt Gunung Babahrot är kuperad åt nordost, men åt sydväst är den platt. Terrängen runt Gunung Babahrot sluttar västerut. Runt Gunung Babahrot är det ganska glesbefolkat, med 25 invånare per kvadratkilometer. I omgivningarna runt Gunung Babahrot växer i huvudsak städsegrön lövskog.